# Roberto Razuk

Roberto Razuk (Campo Grande, 7 de março de 1941) é um político brasileiro com base eleitoral no estado do Mato Grosso do Sul.
É filho de pais emigrados do Líbano, mas com origem turca. 
Foi deputado estadual em Mato Grosso do Sul entre 1987 e 1995. 
Fez parte da Terceira Legislatura da Assembleia Legislativa de Mato Grosso do Sul, de 1 de fevereiro de 1987 a 31 de janeiro de 1991, sendo eleito pelo Partido da Frente Liberal (PFL), agremiação que desde 2007 é chamada de Democratas (DEM). 
Nas Eleições Estaduais de 1990, foi re-eleito, mas daquela vez pelo Partido Democrático Trabalhista (PDT), fazendo parte da Quarta Legislatura, de 1 de fevereiro de 1991 a 31 de janeiro de 1995.
Segundo denúncia do Ministério Público, em 1995 o empresário teria obtido financiamento de R$ 3,5 milhões do Banco do Brasil para construir um armazém de grãos em Dourados. Para conseguir o empréstimo, o empresário ofereceu como garantia a fazenda Nabileque, localizada no município de Ladário, Pantanal de Mato Grosso do Sul. A investigação revela que a fazenda não existe e que a documentação da propriedade é fraudulenta. Em agosto de 2002, foi preso pela primeira vez. Em 2003, foi condenado pelo então Juiz Federal Odilon de Oliveira a 20 anos de prisão por falsificação de documento público (art. 297 do Código Penal), falsidade ideológica (art. 299 do Código Penal), uso de documento falso (art. 304 do Código Penal), obtenção de financiamento em instituição financeira mediante fraude (art. 19 da Lei n. 7.492/86) e aplicação indevida de recurso de financiamento de banco público (art. 20 da lei 7.492/86). Em 2005, passou a cumprir pena no regime semiaberto. Em 2007, foi um dos 78 presos na Operação Xeque-Mate, conduzida pela Polícia Federal, deflagrada para combater o jogo do bicho e a exploração ilegal de máquinas caça-níquel no estado do Mato Grosso do Sul.
Possuía base eleitoral em Dourados. Atuou muito na região, colaborando para a criação da UEMS e do DOF (Departamento de Operações da Fronteira) no município.  
É casado com Délia Razuk, eleita prefeita de Dourados em 2016. É pai de Roberto Razuk Filho, o Neno Razuk, eleito Deputado Estadual pelo PTB no pleito de 2018.